# Anisozyga subobsoleta
Anisozyga subobsoleta là một loài bướm đêm trong họ Geometridae.